# Bitwa pod Fraaspą
Bitwa pod Fraaspą – starcie zbrojne, które miało miejsce w roku 36 p.n.e. w czasie wyprawy partyjskiej Marka Antoniusza.
W roku 36 p.n.e. Marek Antoniusz zebrał w Zeugmie nad Eufratem armię w sile 60 000 piechoty i 10 000 jazdy, zamierzając uderzyć z północy na ziemie Partów rządzone przez Fraatesa IV. Po przejściu terenów Armenii i Mezopotamii Rzymianie wkroczyli do Medii, gdzie oblegli jej stolicę Fraaspę.
Oblężenie miasta nie przyniosło powodzenia, gdyż Antoniusz nie posiadał machin oblężniczych, które wraz z dwoma legionami wojska pozostały daleko w tyle. Siłami tymi dowodził Oppiusz Statianus, któremu towarzyszyły wojska pontyjskie pod wodzą Polemona oraz armeńskie Artawazdesa II. W trakcie marszu pod Fraaspę armia posiłkowa została zaatakowana przez wojska partyjskie pod wodzą Monaesesa i rozbita. W bitwie śmierć poniósł Statianus, a Polemon dostał się do niewoli. Artawazdes zbiegł z pola bitwy. Po tym sukcesie Partowie rozpoczęli walki podjazdowe z głównymi siłami Antoniusza, który pozbawiony szans na zdobycie miasta zgodził się na rozejm, po czym wycofał się do Armenii.